# Enrico Rossi
Enrico Rossi (ur. 25 sierpnia 1958 w Bientinie) – włoski polityk i samorządowiec, w latach 2010–2020 prezydent Toskanii.

## Życiorys
Ukończył szkołę średnią w Pontederze, a następnie w 1982 studia z zakresu filozofii na Uniwersytecie w Pizie. Krótko pracował jako dziennikarz w lokalnej redakcji, w 1985 zajął się działalnością polityczną jako asesor i wiceburmistrz w administracji Pontedery. Od 1990 do 1999 sprawował urząd burmistrza tej miejscowości.
Był także aktywistą partyjnym, należąc kolejno do Włoskiej Partii Komunistycznej, Demokratycznej Partii Lewicy i Demokratów Lewicy, z którymi w 2007 przystąpił do nowo powołanej Partii Demokratycznej. W 2000 przeszedł do administracji regionalnej jako radny i asesor ds. zdrowia (do 2010).
29 marca 2010, będąc kandydatem lewicy, został wybrany na urząd prezydenta Toskanii z poparciem 59,7% głosujących. Kadencję rozpoczął 16 kwietnia 2010. Powołany został także w skład Komitetu Regionów. W wyborach regionalnych z 31 maja 2015 uzyskał reelekcję na stanowisko prezydenta regionu, otrzymując 48,0% głosów. Urząd ten sprawował do 2020.
W 2017 dołączył do ruchu politycznego pod nazwą Artykuł 1 – Ruch Demokratyczny i Postępowy, który powstał w wyniku rozłamu w PD. W 2019 powrócił do Partii Demokratycznej.